# Chief (álbum)
Chief -En españolː Jefe- es el tercer álbum de estudio del cantante y compositor estadounidense de country Eric Church, lanzado el 26 de julio de 2011 por EMI Nashville.
El álbum produjo 5 sencillos, incluyendo los éxitos Drink in my Hand y Springsteen (ambos número 1 en los listados estadounidenses), además de los Top 10 Creepin y Like Jesus Does. Por sus excelentes ventas el álbum fue certificado con triple platino 1 año después de su lanzamiento, porque alcanzó las 3 millones de copias vendidas.